# Collegio uninominale Lombardia 3 - 05 (2020)
Il collegio elettorale uninominale Lombardia 3 - 05 è un collegio elettorale uninominale della Repubblica Italiana per l'elezione della Camera dei deputati.

## Territorio
Come previsto dalla legge n. 51 del 27 maggio 2019, il collegio è stato definito tramite decreto legislativo all'interno della circoscrizione Lombardia 3.
È formato dal territorio di 46 comuni della provincia di Brescia: Acquafredda, Bagnolo Mella, Barbariga, Bassano Bresciano, Bedizzole,
Borgo San Giacomo, Calcinato, Calvagese della Riviera, Calvisano, Carpenedolo, Castelcovati, Castrezzato, Chiari, Cigole, Coccaglio, Cologne, Comezzano-Cizzago, Corzano, Desenzano del Garda, Ghedi, Gottolengo, Isorella, Leno, Lonato del Garda, Manerbio, Montichiari, Offlaga, Orzinuovi, Orzivecchi, Padenghe sul Garda, Palazzolo sull'Oglio, Pavone del Mella, Pompiano, Pontoglio, Pozzolengo, Roccafranca, Rovato, Rudiano, San Gervasio Bresciano, San Paolo, Sirmione, Trenzano, Urago d'Oglio, Verolanuova, Villachiara e Visano.
Il collegio è parte del collegio plurinominale Lombardia 3 - 02.

## Eletti
| Elezione | Elezione | Deputato             | Partito           |
| -------- | -------- | -------------------- | ----------------- |
|          | 2022     | Giangiacomo Calovini | Fratelli d'Italia |

## Dati elettorali

### XIX legislatura
Come previsto dalla legge elettorale, 147 deputati sono eletti con sistema a maggioranza relativa in altrettanti collegi uninominali a turno unico.
| Candidati                                 | Candidati                      | Voti    | %     | Liste                          | Voti    | %     |
| ----------------------------------------- | ------------------------------ | ------- | ----- | ------------------------------ | ------- | ----- |
|                                           | Giangiacomo Calovini ✔️ Eletto | 117 914 | 60,43 | Fratelli d'Italia              | 66 703  | 34,18 |
| Lega per Salvini Premier                  | Giangiacomo Calovini ✔️ Eletto | 117 914 | 60,43 | 32 360                         | 16,58   |       |
| Forza Italia                              | Giangiacomo Calovini ✔️ Eletto | 117 914 | 60,43 | 17 283                         | 8,86    |       |
| Noi moderati/Lupi - Toti - Brugnaro - UDC | Giangiacomo Calovini ✔️ Eletto | 117 914 | 60,43 | 1 568                          | 0,80    |       |
|                                           | Donatella Albini               | 38 999  | 19,99 | Partito Democratico-IDP        | 28 254  | 14,48 |
| Alleanza Verdi e Sinistra                 | Donatella Albini               | 38 999  | 19,99 | 5 220                          | 2,68    |       |
| +Europa                                   | Donatella Albini               | 38 999  | 19,99 | 4 900                          | 2,51    |       |
| Impegno Civico - Centro Democratico       | Donatella Albini               | 38 999  | 19,99 | 625                            | 0,32    |       |
|                                           | Monica Lippa                   | 16 786  | 8,60  | Azione - Italia Viva - Calenda | 16 786  | 8,60  |
|                                           | Teresa Tamborino               | 12 441  | 6,38  | Movimento 5 Stelle             | 12 441  | 6,38  |
|                                           | Maria Fazio                    | 3 478   | 1,78  | Italexit                       | 3 478   | 1,78  |
|                                           | Cristina Torli                 | 1 795   | 0,92  | Unione Popolare                | 1 795   | 0,92  |
|                                           | Elena Di Benedetto             | 1 773   | 0,91  | Vita                           | 1 773   | 0,91  |
|                                           | Emiliano Ferrari               | 1 729   | 0,89  | Italia Sovrana e Popolare      | 1 729   | 0,89  |
|                                           | Chiara Bezante                 | 220     | 0,11  | Noi di Centro – Europeisti     | 220     | 0,11  |
| Totale                                    | Totale                         | 195 135 | 100   |                                | 195 135 | 100   |
|                                           |                                |         |       |                                |         |       |
| Schede bianche                            | Schede bianche                 | 3 008   | 1,48  |                                |         |       |
| Schede nulle                              | Schede nulle                   | 4 908   | 2,42  |                                |         |       |
| Votanti                                   | Votanti                        | 203 051 | 72,74 |                                |         |       |
| Elettori                                  | Elettori                       | 279 154 |       |                                |         |       |